# Beth Hart

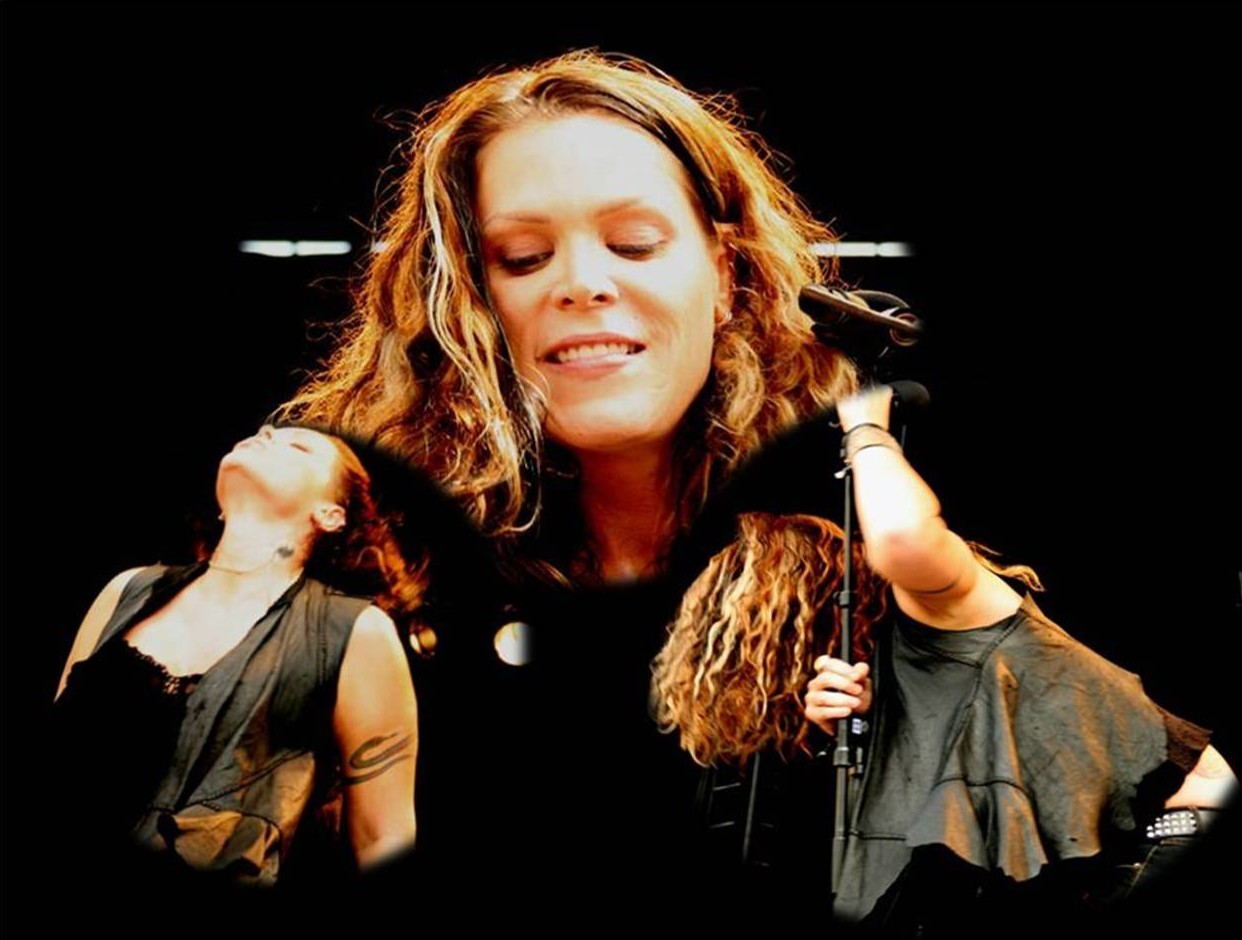
Beth Hart (2009)

Beth Hart (* 24. Januar 1972 in Los Angeles, Kalifornien)  ist eine US-amerikanische Blues- und Rocksängerin. Sie wurde durch die Veröffentlichung ihrer Single LA Song (Out of This Town) aus ihrem zweiten Album Screamin’ for My Supper (1999) bekannt. Die Single war ein Nummer-eins-Hit in Neuseeland und erreichte die Top 5 der US-Adult Contemporary-Charts sowie die Top 10 der Billboard Adult Top 40-Charts.
Hart hat mehrere viel beachtete Kollaborationen mit dem Gitarristen Joe Bonamassa vorzuweisen, beginnend 2011 mit Don’t Explain, gefolgt von dem für einen Grammy nominierten Album Seesaw (2013) und Live in Amsterdam (2014), das die Billboard Blues Album Charts anführte. Diese Chartliste führte sie insgesamt sechs Mal an. Ihr jüngstes gemeinsames Werk mit Bonamassa ist das 2018 erschienene Album Black Coffee. Hart hatte zwei Nummer-Eins-Singles in Dänemark, As Good as It Gets und Learning to Live, sowie ein Doppel-Platin-Album, Leave the Light On.
2022 wurde das Album A Tribute to Led Zeppelin veröffentlicht, eine Sammlung von Coverversionen von Led-Zeppelin-Songs. Am 25. Oktober 2024 erschien das Album You Still Got Me, bei dem sie unter anderem mit Eric Gales und Slash von Guns N’ Roses zusammenarbeitete.

## Frühes Leben

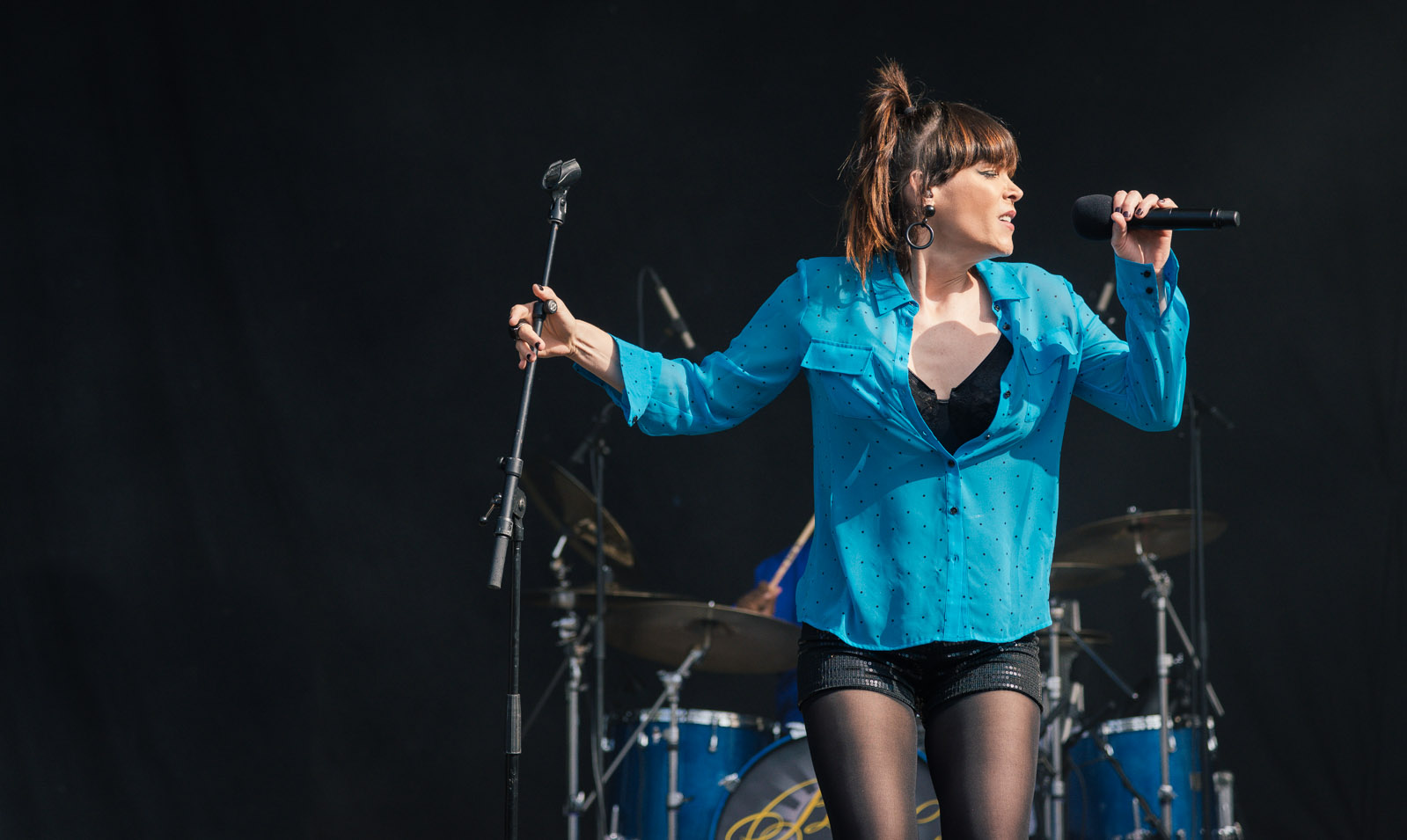
Hart (2013)

Beth Hart wurde in Los Angeles, Kalifornien, geboren und wuchs dort auf. Im Alter von vier Jahren begann sie mit dem Klavierspiel. Zunächst konzentrierte sie sich auf klassische Werke von Bach und Beethoven, begann jedoch im Laufe der Zeit auch Stücke von Künstlern wie Etta James, Otis Redding und Led Zeppelin zu spielen.
In einem Interview mit dem Musikjournalisten Don Wilcock sprach Hart über ihre Kindheit: „Als ich ein Kind war, verließ mich mein Vater auf eine schlimme Weise, und was mich am meisten fertig machte, war, dass er im Leben meiner anderen Schwestern und Brüder präsent war, aber nicht in meinem.“ Im Alter von 22 Jahren verlor Hart ihre Schwester an den Folgen von AIDS.

## Karriere

### 1987–1998: Karriereanfänge
Hart besuchte die Los Angeles County High School for the Arts in der 10. Klasse, wo sie Gesang und Cello als Hauptfächer belegte. Auf Anregung einer Klassenkameradin begann sie bald, bei Open-Mic-Abenden im Belly Room des Comedy Store zu singen.
Mit 15 Jahren begann Hart in Clubs in Hollywood aufzutreten und stellte schließlich die Band Beth Hart and the Ocean of Souls zusammen, die 1993 ein gleichnamiges Album aufnahm. Dieses enthielt Am I the One (das später auf ihrem ersten offiziellen Album Immortal erschien) und eine Pop-Rock-Coverversion von Lucy in the Sky with Diamonds von den Beatles. Das erste veröffentlichte Album der Beth Hart Band, Immortal, erschien 1996 bei Atlantic Records und verkaufte sich 13.000 Mal und enthielt die Single God Bless You. Nach der Tournee zum Album, unter anderem beim Lollapalooza-Festival 1996, löste sich die Beth Hart Band aufgrund von internen Konflikten auf.
1993 trat Hart in Ed McMahons Star Search auf und gewann letztlich den Wettbewerb in der Kategorie Beste Sängerin. Hart erklärte, dass ihr der Sieg keinen Plattenvertrag einbrachte, da die Teilnahme an der Show mit einem Stigma behaftet war. Bis sie einen Vertrag mit Atlantic Records unterschrieb, hatte sie das Preisgeld bereits aufgebraucht.

### 1999–2009: Kommerzieller Durchbruch
Harts zweites Soloalbum Screamin' for My Supper wurde 1999 veröffentlicht und enthielt die Single LA Song (Out of This Town), die in Neuseeland Platz 1 und in den US-Adult Contemporary Charts Platz 10 erreichte. Gleichzeitig sang Hart die Hauptrolle in Love, Janis, einem Off-Broadway-Musical, das auf den Briefen von Janis Joplin an ihre Mutter basiert.
Harts nächstes Album Leave the Light On wurde 2003 über Koch Records veröffentlicht, nachdem sie von Atlantic Records, vermutlich aufgrund ihrer Drogenabhängigkeit, fallen gelassen wurde.
Während das Album in Neuseeland weiterhin erfolgreich war, gelang Hart mit diesem Album der Durchbruch auf dem europäischen Markt. Die Single Learning to Live erreichte Platz 1 in Dänemark, und das Album erhielt eine Doppel-Platin-Zertifizierung. Learning to Live wurde auch als Titelsong der NBC-Show Losing It with Jillian verwendet. Im Jahr 2003 war Hart die erste und einzige Musikerin, die als Background-Sängerin für einen Deep-Purple-Song (Haunted, veröffentlicht auf dem Album Bananas) auftrat.
Zwei Jahre später, 2005, veröffentlichte Hart ihr erstes Livealbum, Live at Paradiso, das in einer ehemaligen Kirche in Amsterdam aufgenommen wurde und sowohl als CD als auch als DVD erschien. Es enthielt eine Vielzahl von Harts eigenen Songs sowie eine Coverversion von Whole Lotta Love von Led Zeppelin. Hart ist auch auf dem Album One More For the Road von Toots Thielemans zu hören, auf dem sie den Titel I Gotta Right To Sing The Blues interpretierte, der 2006 veröffentlicht wurde.
Harts viertes Studioalbum 37 Days wurde im Juli 2007 in Europa veröffentlicht und später auch als DVD herausgebracht. Das Album debütierte auf Platz 1 in Dänemark und blieb dort zwei Wochen lang an der Spitze. Es war das erste Album, das eine nationale Chart anführte, und erreichte außerdem Gold-Status in diesem Land. Es war ihr letztes Album bei einem Major-Label (Universal), doch es festigte ihren kommerziellen Erfolg in Europa.

### 2010–2014: Unabhängige Karriere und Zusammenarbeit mit Joe Bonamassa
Ihr fünftes Studioalbum, My California, wurde 2010 veröffentlicht und war ihr erstes Album bei Provogue Records.  Am 31. Juli 2012 wurde das Album in den USA veröffentlicht, zeitgleich mit einer EP mit dem Titel Introducing Beth Hart.
In dieser Zeit arbeitete Hart auch mit Slash an dem Song Mother Maria, der auf einigen Versionen von Slashs 2010 erschienenem Soloalbum Slash veröffentlicht wurde. Zudem kollaborierte sie mit dem Rapper Born bei seiner Single It Hurts, die im Februar 2012 veröffentlicht wurde. Nach ihrer Tour mit Jeff Beck durch die USA im Jahr 2006 trat sie im Dezember 2012 erneut mit ihm auf, diesmal in der Kennedy Center Opera House, wo sie zusammen mit einer Gruppe von Blues- und Rockmusikern I’d Rather Go Blind als Hommage an Buddy Guy aufführte, der 2012 mit dem Kennedy Center Honor für seine lebenslangen Beiträge zur amerikanischen Kultur ausgezeichnet wurde. Die Performance erhielt stehende Ovationen von Präsident Obama und First Lady Michelle Obama. Diese Aufführung führte zu einer Zusammenarbeit mit Buddy Guy, bei der er den Song mit Hart für sein Album Rhythm & Blues aufnahm.
Im Jahr 2011 arbeitete Hart mit dem Blues-Gitarristen Joe Bonamassa an ihrem ersten gemeinsamen Album Don’t Explain, einem Album mit Blues- und Soulklassikern. Das Album erreichte Platz 3 der Billboard Blues Album Charts und erhielt in den Niederlanden eine Gold-Zertifizierung. Zudem lieferte sie den Gesang für den Track No Love on the Street auf Bonamassas Album Dust Bowl, das im selben Jahr veröffentlicht wurde.
Im folgenden Jahr wurde Harts Album Bang Bang Boom Boom zu einem ihrer größten kommerziellen Erfolge und erschien in den Charts von mindestens zehn Ländern. Es war auch ihr erstes Album, das in den Billboard Blues Album Charts landete und bis auf Platz 3 kletterte. Sie arbeitete erneut mit Produzent Kevin Shirley zusammen, mit dem sie bereits für Don't Explain kollaboriert hatte. Das Album wurde am 13. März 2013 in den USA veröffentlicht.
2013 veröffentlichten Beth Hart und Joe Bonamassa das Album Seesaw, das erneut von Kevin Shirley produziert wurde. Das Album stieg bis auf Platz 8 der Billboard Top Independent Album Charts. 2014 wurde Hart für einen Grammy Award in der Kategorie Bestes Blues-Album für Seesaw nominiert und erhielt außerdem eine Nominierung bei den Blues Music Awards in der Kategorie Beste zeitgenössische Blues-Sängerin. Das Album erreichte zudem ihre bislang höchste Platzierung in den Billboard 200 und schaffte es in die Top 50.
Harts zweites Live-Album/DVD, Live in Amsterdam, wurde ebenfalls in Amsterdam aufgenommen, diesmal im Royal Carré Theatre. Hart und Bonamassa gingen auf eine kleine Europa-Tournee mit fünf Shows (Bergen, Norwegen – London, Großbritannien – Antwerpen, Belgien – Amsterdam, Niederlande), von denen zwei im Carré Theatre stattfanden.
2014 trat sie erneut mit Jeff Beck auf, diesmal während seiner Australien-Tournee, wo sie als Vorband auftrat und sich ihm auch während seiner Auftritte auf der Bühne anschloss.

### 2015–2019:Better Than Home,Fire on the Floor,Black CoffeeundWar in My Mind
Harts siebtes Solo-Studioalbum, Better Than Home, wurde am 13. April 2015 in Europa und am folgenden Tag in den USA veröffentlicht. Der Aufnahmeprozess war für Hart „schmerzhaft“: Das Album wurde von Michael Stevens produziert, dessen Krebsdiagnose Hart dazu drängte, die Aufnahmen in nur fünf Tagen abzuschließen. Darüber hinaus begab sie sich während der Albumproduktion zweimal in eine psychiatrische Klinik. Dennoch erreichte die Lead-Single Mechanical Heart Platz 1 der iTunes-Blues-Charts, und das Album stieg in den niederländischen Albumcharts auf Platz 1 ein. In den USA erreichte das Album sowohl in den Billboard Blues Charts als auch in den iTunes Blues Charts Platz 1. Das Album platzierte sich außerdem in anderen Ländern: auf Platz 11 in Deutschland und auf Platz 33 im Vereinigten Königreich. Am 29. Januar 2016 veröffentlichten Hart und Jeff Beck die Single Tell Her You Belong To Me weltweit auf iTunes, nachdem sie den Song zuvor bei Jools' Annual Hootenanny 2015/2016 auf BBC Two live performt hatten. Sie spielten in der Show auch Nutbush City Limits. Ende 2015 wurde das Album von der Zeitschrift Mojo als viertbestes Blues-Album des Jahres eingestuft, während Hart als eine der Erzählerinnen im Dokumentarfilm Unity auftrat.
Hart veröffentlichte ihr achtes Studioalbum, Fire on the Floor, am 14. Oktober 2016 in Europa, Neuseeland und Australien. In den übrigen Teilen der Welt wurde es am 3. Februar 2017 veröffentlicht, um mit ihrer Tour zusammenzufallen. Hart schrieb alle Songs selbst, mit Ausnahme von Let's Get Together (zusammen mit Rune Westberg) und Fat Man (zusammen mit Glen Burtnik). Der Titeltrack wurde zuerst veröffentlicht, gefolgt von Love Is a Lie, der offiziellen ersten Single des Albums.
Am 26. Januar 2018 veröffentlichten Beth Hart und Joe Bonamassa das Album Black Coffee, erneut produziert von Kevin Shirley. Das Album debütierte auf Platz 1 der US-Blues-Charts und ebenfalls in den niederländischen Album-Top-100.
Am 30. November 2018 veröffentlichte Hart die Live-Konzertaufnahme Live at the Royal Albert Hall, sowohl als Video als auch als Live-Album auf Provogue Records/Mascot Label Group. Die Aufnahmen entstanden im Mai 2018, als sie in der Royal Albert Hall auftrat.
Hart veröffentlichte ihr neuntes Solo-Studioalbum, War in My Mind, am 27. September 2019 über Provogue/Mascot Label Group. Das Album wurde ihr bisher höchstplatziertes Soloalbum in mehreren europäischen Märkten, darunter das Vereinigte Königreich, wo es die Top 20 erreichte, sowie in Deutschland, wo es in die Top 10 aufstieg.

### 2020–2024:A Tribute to Led ZeppelinundYou Still Got Me
Im Jahr 2021 begann Hart, neue Musik anzukündigen, indem sie Hinweise in ihren Spotify-Canvas-Videos versteckte. Am 12. November 2021 kündigte sie ihr zehntes Solo-Studioalbum A Tribute to Led Zeppelin an, zusammen mit der ersten Single, einem Cover von Good Times Bad Times. Das Album wurde am 25. Februar 2022 veröffentlicht, debütierte auf Platz 1 in den Niederlanden und wurde zu ihrem bisher höchstplatzierten Soloalbum in Deutschland, Österreich, der Schweiz und dem Vereinigten Königreich.
Am 25. Oktober 2024 erschien das Album You Still Got Me, bei dem sie unter anderem mit Eric Gales und Slash von Guns N’ Roses zusammenarbeitete.

## Künstlerisches Schaffen
Hart ist bekannt für ihre „viszerale“, „raue“, „aufsteigende“ und „dynamische“ Kontraalt-Stimme. Hart spielt auch Klavier, Gitarre, Cello, Bassgitarre und Perkussion.
Als er die Performance seiner Kollaborateurin beim Blue Balls Festival in der Schweiz beschrieb, sagte Joe Bonamassa gegenüber Music Radar: „Ich war völlig umgehauen von Beth. Hier ist diese Frau, die so tut, als wäre ich der coole Typ, und dabei denke ich die ganze Zeit: Mann, sie hat alles. Sie ist die neue Janis Joplin, Tina Turner – das echte Ding, verstehst du?“
Die amerikanische Popsängerin Miley Cyrus zählt Hart zu ihren Lieblingssängerinnen aller Zeiten. 2013 sagte sie gegenüber dem Billboard: „Sie hat eine der besten Stimmen, die ich je gehört habe.“

## Persönliches Leben
Hart lebt im Stadtteil Silver Lake in Los Angeles und ist seit dem 15. März 2001 mit ihrem Tourmanager Scott Guetzkow verheiratet. David Wolff ist seit 1994 ihr Manager. Hart hat mit Drogenabhängigkeit und einer bipolaren Störung zu kämpfen gehabt, ist aber seit mehreren Jahren nüchtern, hat zur Religion gefunden und praktiziert transzendentale Meditation.

## Auszeichnungen und Nominierungen
Bei den 56. Grammy Awards wurde Hart für das Beste Blues-Album mit Seesaw nominiert, verlor jedoch gegen Ben Harper und Charlie Musselwhites Get Up! Hart wurde bei den Blues Music Awards sechs Jahre in Folge nominiert und gewann schließlich 2018 in der Kategorie Instrumentalist – Vocals.
| Jahr | Veranstaltung         | Auszeichnung                                 | Nominiertes Werk / Person | Ergebnis  | Ref.   |
| ---- | --------------------- | -------------------------------------------- | ------------------------- | --------- | ------ |
| 2012 | Blues Music Awards    | Contemporary Blues Album                     | Don’t Explain             | Nominiert | [ 81 ] |
| 2014 | Blues Music Awards    | Contemporary Blues Female Artist of the Year | Beth Hart                 | Nominiert | [ 82 ] |
| 2014 | Grammy Awards         | Best Blues Album                             | Seesaw                    | Nominiert | [ 83 ] |
| 2014 | Blues Blast Awards    | Female Blues Artist                          | Beth Hart                 | Gewonnen  | [ 84 ] |
| 2015 | Blues Music Awards    | Contemporary Blues Female Artist of the Year | Beth Hart                 | Nominiert | [ 85 ] |
| 2016 | Blues Music Awards    | Contemporary Blues Female Artist of the Year | Beth Hart                 | Nominiert | [ 86 ] |
| 2016 | European Blues Awards | Best Album                                   | Fire on the Floor         | Gewonnen  | [ 87 ] |
| 2017 | Blues Blast Awards    | Female Blues Artist                          | Beth Hart                 | Gewonnen  | [ 88 ] |
| 2017 | European Blues Awards | Best Female Vocalist                         | Beth Hart                 | Gewonnen  | [ 89 ] |
| 2018 | Blues Music Awards    | Contemporary Blues Female Artist of the Year | Beth Hart                 | Nominiert | [ 90 ] |
| 2018 | Blues Music Awards    | Contemporary Blues Album of the Year         | Fire on the Floor         | Nominiert | [ 90 ] |
| 2018 | Blues Music Awards    | Instrumentalist – Vocals                     | Beth Hart                 | Gewonnen  | [ 91 ] |
| 2018 | Blues Blast Awards    | Female Blues Artist                          | Beth Hart                 | Gewonnen  | [ 92 ] |
| 2018 | European Blues Awards | Best Female Vocalist                         | Beth Hart                 | Gewonnen  | [ 93 ] |
| 2019 | Blues Blast Awards    | Best Live Recording                          | Live At Royal Albert Hall | Nominiert | [ 94 ] |
| 2019 | Blues Music Awards    | Instrumentalist – Vocals                     | Beth Hart                 | Nominiert | [ 95 ] |
| 2019 | Blues Music Awards    | Contemporary Blues Female Artist             | Beth Hart                 | Nominiert | [ 96 ] |
| 2019 | Blues Music Awards    | B.B King Entertainer of the Year             | Beth Hart                 | Nominiert | [ 96 ] |
| 2020 | Blues Blast Awards    | Female Blues Artist                          | Beth Hart                 | Gewonnen  | [ 97 ] |
| 2022 | Blues Blast Awards    | Blues Rock Album                             | Beth Hart                 | Nominiert | [ 98 ] |

## Diskografie (Auswahl)

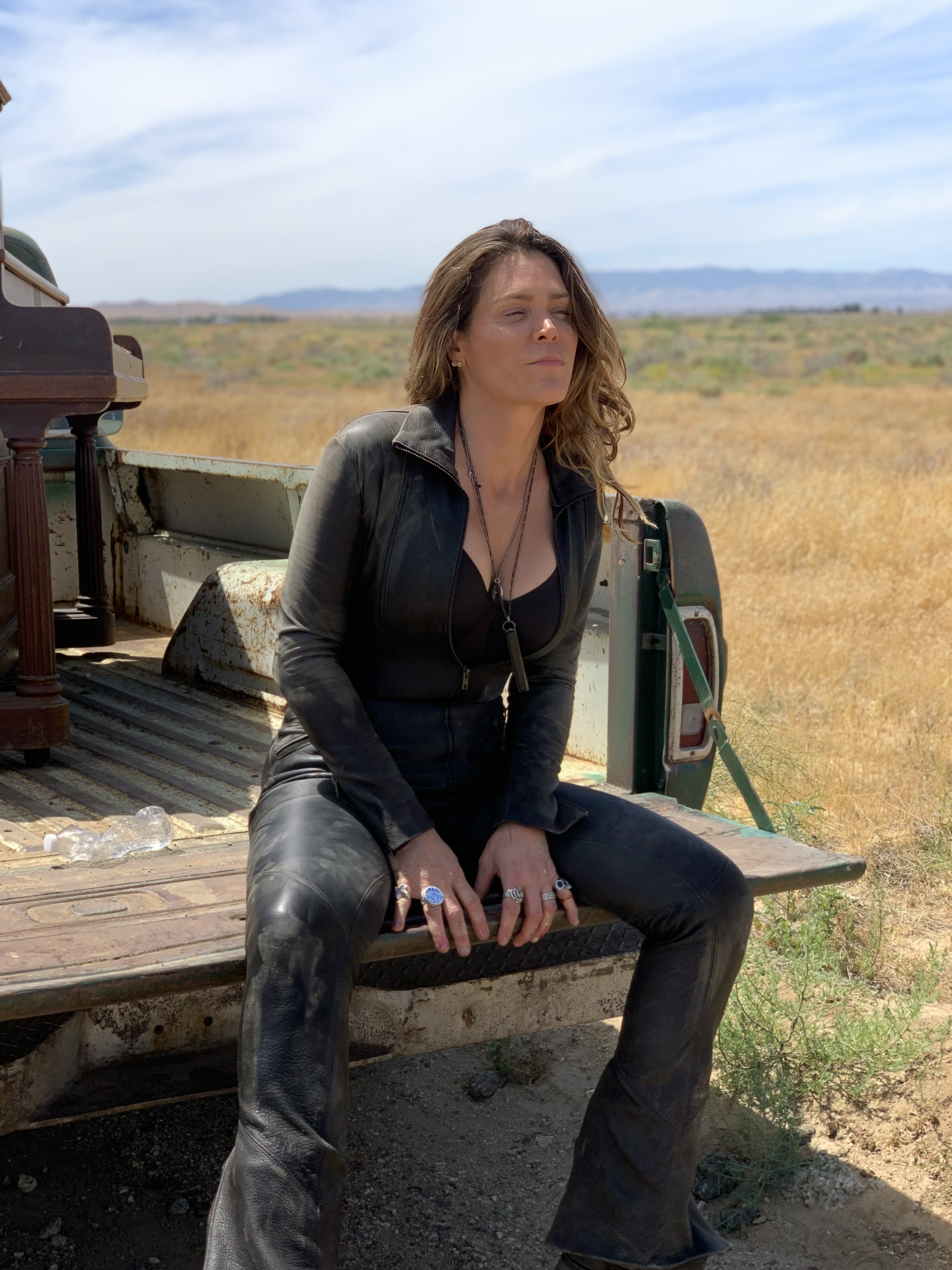
Hart (2019)

### Studioalben
| Jahr | Titel                            | Höchstplatzierung, Gesamtwochen, AuszeichnungChartplatzierungen (Jahr, Titel, Platzierungen, Wochen, Auszeichnungen, Anmerkungen) | Höchstplatzierung, Gesamtwochen, AuszeichnungChartplatzierungen (Jahr, Titel, Platzierungen, Wochen, Auszeichnungen, Anmerkungen) | Höchstplatzierung, Gesamtwochen, AuszeichnungChartplatzierungen (Jahr, Titel, Platzierungen, Wochen, Auszeichnungen, Anmerkungen) | Höchstplatzierung, Gesamtwochen, AuszeichnungChartplatzierungen (Jahr, Titel, Platzierungen, Wochen, Auszeichnungen, Anmerkungen) | Höchstplatzierung, Gesamtwochen, AuszeichnungChartplatzierungen (Jahr, Titel, Platzierungen, Wochen, Auszeichnungen, Anmerkungen) | Anmerkungen                                                       |
| Jahr | Titel                            | DE | AT | CH | UK | US | Anmerkungen                                                       |
| ---- | -------------------------------- | --- | --- | --- | --- | --- | ----------------------------------------------------------------- |
| 1993 | Beth Hart and the Oceans of Soul | — | — | — | — | — | Erstveröffentlichung: 1993 Wiederveröffentlichung: 20. April 2009 |
| 1996 | Immortal                         | — | — | — | — | — | Erstveröffentlichung: 21. Mai 1996                                |
| 1999 | Screamin’ for My Supper          | — | — | — | — | US143 (6 Wo.)US | Erstveröffentlichung: 3. August 1999                              |
| 2003 | Leave the Light on               | — | — | — | — | — | Erstveröffentlichung: 21. Oktober 2003                            |
| 2007 | 37 Days                          | — | — | — | — | — | Erstveröffentlichung: 6. August 2007                              |
| 2010 | My California                    | — | — | — | — | — | Erstveröffentlichung: 4. Oktober 2010                             |
| 2011 | Don’t Explain                    | DE17 (5 Wo.)DE | AT32 (2 Wo.)AT | CH50 (3 Wo.)CH | UK22 Silber · (3 Wo.)UK | US120 (1 Wo.)US | Erstveröffentlichung: 27. September 2011 mit Joe Bonamassa        |
| 2012 | Bang Bang Boom Boom              | DE39 (2 Wo.)DE | AT50 (1 Wo.)AT | CH34 (2 Wo.)CH | UK52 (1 Wo.)UK | — | Erstveröffentlichung: 5. Oktober 2012                             |
| 2013 | SeeSaw                           | DE19 (3 Wo.)DE | AT20 (3 Wo.)AT | CH28 (2 Wo.)CH | UK27 (2 Wo.)UK | US47 (2 Wo.)US | Erstveröffentlichung: 20. Mai 2013 mit Joe Bonamassa              |
| 2015 | Better Than Home                 | DE11 (5 Wo.)DE | AT11 (3 Wo.)AT | CH5 (6 Wo.)CH | UK33 (1 Wo.)UK | US133 (1 Wo.)US | Erstveröffentlichung: 13. April 2015                              |
| 2016 | Fire on the Floor                | DE18 (3 Wo.)DE | AT18 (2 Wo.)AT | CH13 (3 Wo.)CH | UK28 (1 Wo.)UK | US115 (1 Wo.)US | Erstveröffentlichung: 14. Oktober 2016                            |
| 2018 | Black Coffee                     | DE4 (10 Wo.)DE | AT7 (6 Wo.)AT | CH3 (9 Wo.)CH | UK7 (3 Wo.)UK | US63 (1 Wo.)US | Erstveröffentlichung: 25. Januar 2018 mit Joe Bonamassa           |
| 2019 | War in My Mind                   | DE6 (6 Wo.)DE | AT26 (2 Wo.)AT | CH13 (5 Wo.)CH | UK19 (1 Wo.)UK | — | Erstveröffentlichung: 27. September 2019                          |
| 2022 | A Tribute to Led Zeppelin        | DE4 (10 Wo.)DE | AT2 (4 Wo.)AT | CH3 (5 Wo.)CH | UK17 (1 Wo.)UK | — | Erstveröffentlichung: 25. Februar 2022                            |
| 2024 | You Still Got Me                 | DE7 (5 Wo.)DE | AT5 (4 Wo.)AT | CH6 (2 Wo.)CH | — | — | Erstveröffentlichung: 25. Oktober 2024                            |

### Livealben
| Jahr | Titel                                 | Höchstplatzierung, Gesamtwochen, AuszeichnungChartplatzierungen (Jahr, Titel, Platzierungen, Wochen, Auszeichnungen, Anmerkungen) | Höchstplatzierung, Gesamtwochen, AuszeichnungChartplatzierungen (Jahr, Titel, Platzierungen, Wochen, Auszeichnungen, Anmerkungen) | Höchstplatzierung, Gesamtwochen, AuszeichnungChartplatzierungen (Jahr, Titel, Platzierungen, Wochen, Auszeichnungen, Anmerkungen) | Höchstplatzierung, Gesamtwochen, AuszeichnungChartplatzierungen (Jahr, Titel, Platzierungen, Wochen, Auszeichnungen, Anmerkungen) | Höchstplatzierung, Gesamtwochen, AuszeichnungChartplatzierungen (Jahr, Titel, Platzierungen, Wochen, Auszeichnungen, Anmerkungen) | Anmerkungen                                           |
| Jahr | Titel                                 | DE | AT | CH | UK | US | Anmerkungen                                           |
| ---- | ------------------------------------- | --- | --- | --- | --- | --- | ----------------------------------------------------- |
| 2005 | Live in Amsterdam                     | — | — | — | — | — | Erstveröffentlichung: 6. September 2005               |
| 2014 | Live in Amsterdam                     | DE8 (7 Wo.)DE | AT27 (2 Wo.)AT | CH40 (3 Wo.)CH | UK49 (1 Wo.)UK | US87 (1 Wo.)US | Erstveröffentlichung: 24. März 2014 mit Joe Bonamassa |
| 2018 | Front and Center – Live from New York | DE18 (2 Wo.)DE | AT19 (2 Wo.)AT | CH12 (2 Wo.)CH | — | — | Erstveröffentlichung: 13. April 2018                  |
| 2018 | Live at the Royal Albert Hall         | DE33 (2 Wo.)DE | AT63 (1 Wo.)AT | CH61 (1 Wo.)CH | UK97 (1 Wo.)UK | — | Erstveröffentlichung: 30. November 2018               |

### EPs
- 2012: Sister
- 2012: Introducing Beth Hart

### Singles
| Jahr | Titel Album                                          | Höchstplatzierung, Gesamtwochen, AuszeichnungChartplatzierungen (Jahr, Titel, Album, Platzierungen, Wochen, Auszeichnungen, Anmerkungen) | Höchstplatzierung, Gesamtwochen, AuszeichnungChartplatzierungen (Jahr, Titel, Album, Platzierungen, Wochen, Auszeichnungen, Anmerkungen) | Höchstplatzierung, Gesamtwochen, AuszeichnungChartplatzierungen (Jahr, Titel, Album, Platzierungen, Wochen, Auszeichnungen, Anmerkungen) | Höchstplatzierung, Gesamtwochen, AuszeichnungChartplatzierungen (Jahr, Titel, Album, Platzierungen, Wochen, Auszeichnungen, Anmerkungen) | Höchstplatzierung, Gesamtwochen, AuszeichnungChartplatzierungen (Jahr, Titel, Album, Platzierungen, Wochen, Auszeichnungen, Anmerkungen) | Anmerkungen                              |
| Jahr | Titel Album                                          | DE | AT | CH | UK | US | Anmerkungen                              |
| ---- | ---------------------------------------------------- | --- | --- | --- | --- | --- | ---------------------------------------- |
| 1999 | L.A. Song (Out of This Town) Screamin’ for My Supper | — | — | — | — | US90 (12 Wo.)US | Erstveröffentlichung: 28. September 1999 |
| 2003 | Leave the Light On                                   | DE89 (1 Wo.)DE | — | — | — | — | Erstveröffentlichung: November 2003      |

Weitere Singles
- 1996: God Bless You
- 1999: Delicious Surprise
- 2004: World Without You
- 2005/2012: Learning to Live
- 2007: Good as It Gets
- 2008: Take It Easy on Me
- 2010: Sister Heroine (feat. Slash)
- 2010: Like You (And Everyone Else)
- 2010: Life Is Calling
- 2011: Your Heart Is as Black as Night (mit Joe Bonamassa)
- 2011: I’ll Take Care of You (mit Joe Bonamassa)
- 2012: Baddest Blues
- 2012: Bang Bang Boom Boom
- 2013: Better Man
- 2013: Thru the Window of My Mind
- 2013: Miss Lady (mit Joe Bonamassa)
- 2013: I Love You More Than You’ll Ever Know (mit Joe Bonamassa)
- 2013: Close to My Fire (mit Joe Bonamassa)
- 2013: Them There Eyes (mit Joe Bonamassa)
- 2015: Mechanical Heart
- 2015/2016: Tell Her You Belong to Me (solo/feat. Jeff Beck)
- 2015: The Mood That I’m In
- 2016: Mama This One’s For You
- 2016: Fire on the Floor
- 2016: Love Is a Lie
- 2017: Jazz Man
- 2017: Let’s Get Together
- 2017: Black Coffee (mit Joe Bonamassa)
- 2019: Thankful
- 2024: Stormy Monday (mit Slash)

### Gastbeiträge
- 2012: It Hurts (Born feat. Beth Hart)
- 2024: Broken (mit Walter Trout)

### Videoalben
| Jahr | Titel                         | Höchstplatzierung, Gesamtwochen, AuszeichnungChartplatzierungen (Jahr, Titel, Platzierungen, Wochen, Auszeichnungen, Anmerkungen) | Höchstplatzierung, Gesamtwochen, AuszeichnungChartplatzierungen (Jahr, Titel, Platzierungen, Wochen, Auszeichnungen, Anmerkungen) | Höchstplatzierung, Gesamtwochen, AuszeichnungChartplatzierungen (Jahr, Titel, Platzierungen, Wochen, Auszeichnungen, Anmerkungen) | Höchstplatzierung, Gesamtwochen, AuszeichnungChartplatzierungen (Jahr, Titel, Platzierungen, Wochen, Auszeichnungen, Anmerkungen) | Höchstplatzierung, Gesamtwochen, AuszeichnungChartplatzierungen (Jahr, Titel, Platzierungen, Wochen, Auszeichnungen, Anmerkungen) | Anmerkungen                                           |
| Jahr | Titel                         | DE | AT | CH | UK | US | Anmerkungen                                           |
| ---- | ----------------------------- | --- | --- | --- | --- | --- | ----------------------------------------------------- |
| 2005 | Live at Paradiso              | — | — | — | — | — | Erstveröffentlichung: 6. September 2005               |
| 2014 | Live in Amsterdam             | — | — | CH3 (6 Wo.)CH | — | — | Erstveröffentlichung: 24. März 2014 mit Joe Bonamassa |
| 2018 | Live at the Royal Albert Hall | — | — | — | — | — | Erstveröffentlichung: 30. November 2018               |

## Auszeichnungen für Musikverkäufe
| Goldene Schallplatte - Dänemark - 2005: für das Album Leave the Light on |

Anmerkung: Auszeichnungen in Ländern aus den Charttabellen bzw. Chartboxen sind in ebendiesen zu finden.
| Land/RegionAuszeichnungen für Musikverkäufe (Land/Region, Auszeichnungen, Verkäufe, Quellen) | Silber  | Gold  | Platin | Verkäufe | Quellen   |
| -------------------------------------------------------------------------------------------- | ------- | ----- | ------ | -------- | --------- |
| Dänemark (IFPI)                                                                              | —       | Gold1 | —      | 20.000   | ifpi.dk   |
| Vereinigtes Königreich (BPI)                                                                 | Silber1 | —     | —      | 60.000   | bpi.co.uk |
| Insgesamt                                                                                    | Silber1 | Gold1 | —      |          |           |